# Aleksandr Galimow
Aleksandr Saidgieriejewicz Galimow, ros. Александр Саидгереевич Галимов (ur. 2 maja 1985 w Jarosławiu, zm. 12 września 2011 w Moskwie) – rosyjski hokeista, reprezentant Rosji.

## Życiorys

### Kariera klubowa
- Łokomotiw 2 Jarosław (2001–2005)
- Łokomotiw Jarosław (2004–2011)

Pochodził z muzułmańskiej rodziny. Rodowity Jarosławianin, wychowanek klubu Łokomotiw Jarosław i związany z nim przez całą karierę. W trakcie kariery określany pseudonimem Sania.
Jego żoną była Marina, z którą miał córkę Kristinę.

### Katastrofa lotnicza (2011)
7 września 2011 brał udział w katastrofie samolotu pasażerskiego Jak-42 w pobliżu Jarosławia. Wraz z drużyną leciał do Mińska na inauguracyjny mecz ligi KHL sezonu 2011/12 z Dynama Mińsk. W katastrofie zginęła cała drużyna i sztab klubu lecący samolotem. Galimow ocalał w wypadku jako jedyny z nich (prócz niego przeżył także inżynier pokładowy załogi samolotu).
Przed katastrofą drużyna Łokomotiwu rozegrała swój ostatni mecz 3 września 2011 (był to ostatni, przedsezonowy sparing klubu) z drużyną Torpedo Niżny Nowogród. Łokomotiw wygrał spotkanie 5:2, a ostatniego gola w meczu zdobył Aleksandr Galimow.
Według świadków wypadku, Galimow tuż po katastrofie „nie stracił przytomności i był w stanie samodzielnie oddalać się od płonących pozostałości po samolocie, brodząc w wodzie”. Natychmiast został przewieziony do szpitala, gdzie stwierdzono, że miał poparzone 90% powierzchni ciała, w tym górne drogi oddechowe. Następnie w ciężkim stanie został przetransportowany do specjalistycznej kliniki w Moskwie, gdzie miał być poddany przeszczepowi tchawicy. Pięć dni po wypadku zmarł 12 września 2011 w moskiewskim szpitalu. Pogrzeb Galimowa odbył się 13 września 2011 na cmentarzu Czurikowskim w kwaterze muzułmańskiej.
W nowo stworzonej drużynie klubu od listopada 2011 roku występował Emil Galimow (ur. 1992), jednak obaj nie są spokrewnieni.

## Sukcesy

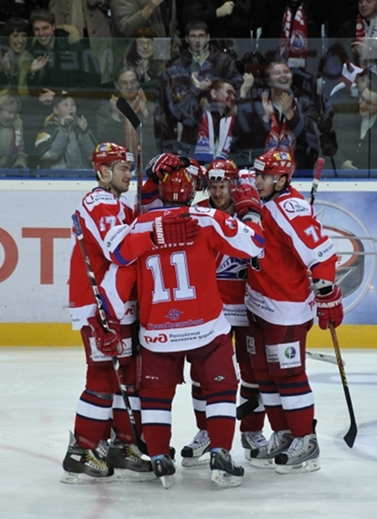
Zawodnicy Łokomotiwu po uzyskanym golu w 2009 (na pierwszym planie tyłem z nr 11 Aleksandr Galimow).

Reprezentacyjne
- Srebrny medal mistrzostw świata juniorów do lat 20: 2005

Klubowe
- Srebrny medal mistrzostw Rosji: 2008, 2009
- Brązowy medal mistrzostw Rosji: 2005, 2011

Indywidualne
- KHL (2009/2010):
  - Trzecie miejsce w klasyfikacji strzelców w fazie play-off: 8 goli
  - Czwarte miejsce w klasyfikacji kanadyjskiej w fazie play-off: 14 punktów
  - Trzecie miejsce w klasyfikacji zwycięskich goli w fazie play-off: 2 gole
- KHL (2010/2011):
  - Najlepszy napastnik – półfinały konferencji
  - Trzecie miejsce w klasyfikacji strzelców w fazie play-off: 9 goli